# Ligne Hachiōji
La ligne Hachiōji (八王子線, Hachiōji-sen) est une courte ligne ferroviaire de la compagnie Yokkaichi Asunarou Railway située à Yokkaichi, dans la préfecture de Mie au Japon. Elle relie la gare de Hinaga à celle de Nishihino.

## Histoire
La ligne a été ouverte le 15 août 1912 par le tramway de Mie (三重軌道).

## Caractéristiques

### Ligne
- Écartement : 762 mm
- Alimentation : 750 V par caténaire

### Interconnexion
A Hinaga, tous les trains continuent sur la ligne Utsube jusqu'à Asunarou Yokkaichi.

### Liste des gares
La ligne comporte 2 gares.
| Gare           | Nom japonais | Distance depuis Hinaga (km) | Correspondances                                      | Localisation |
| -------------- | ------------ | --------------------------- | ---------------------------------------------------- | ------------ |
| Hinaga         | 日永         | 0                           | Yokkaichi Asunarou Railway : Utsube (interconnexion) | Yokkaichi    |
| Nishihino (ja) | 西日野       | 1,3                         |                                                      | Yokkaichi    |